# Vườn quốc gia Kootenay
Vườn quốc gia Kootenay nằm ở phía đông nam tỉnh British Columbia, Canada. Nó có diện tích 1.406 km2 (543 sq mi) thuộc Dãy núi Rocky của Canada. Đây cũng là một phần của một di sản thế giới, Vườn quốc gia Núi Rocky của Canada. Phạm vi của vườn quốc gia từ 918 m (3.012 ft) ở lối phía tây nam, đến 3.424 m (11.234 ft) tại núi Deltaform. Kootenay là một trong bốn vườn quốc gia tại dãy núi Rocky, cùng với vườn quốc gia Banff tiếp giáp về phía đông, vườn quốc gia Yoho ở phía bắc, và Vườn Quốc gia Jasper. Ban đầu, nó được gọi là"Vườn tự trị Kootenay"cho đến khi vườn quốc gia được thành lập vào năm 1920 như là một phần của thỏa thuận giữa chính phủ tỉnh British Columbia và chính phủ liên bang Canada. Chính phủ đã cho xây dựng một đường cao tốc để đổi lấy danh hiệu vườn quốc gia (đồng thời cũng trở thành tài sản quốc gia). Một dải đất rộng 8 km (5,0 dặm) mỗi bên vườn quốc gia được sử dụng để xây dựng mới 94 km đường. Tên của nó là đại lộ Banff-Windermere.
Vườn quốc gia này mở cửa quanh năm cho khách du lịch, tuy nhiên mùa du lịch kéo dài từ tháng 6 đến tháng 9. Hầu hết các khu cắm trại được mở từ đầu tháng đến cuối tháng 9, trong khi cắm trại vào mùa đông chỉ có sẵn tại khu cắm trại Dolly Varden.
Tên của vườn quốc gia được lấy tên từ sông Kootenay, một trong hai con sông lớn chảy qua vườn quốc gia cùng với sông Vermillion. Trong khi sông Vermillion nằm hoàn toàn trong vườn quốc gia thì sông Kootenay có phần thượng nguồn nằm bên ngoài ranh giới của vườn quốc gia, chảy qua vườn quốc gia vào thông qua thung lũng Thousand Peaks của dãy Rocky, cuối cùng đổ vào sông Columbia. Đại lộ Banff-Windermere chạy qua vườn quốc gia theo hai con sông này.

## Điểm tham quan

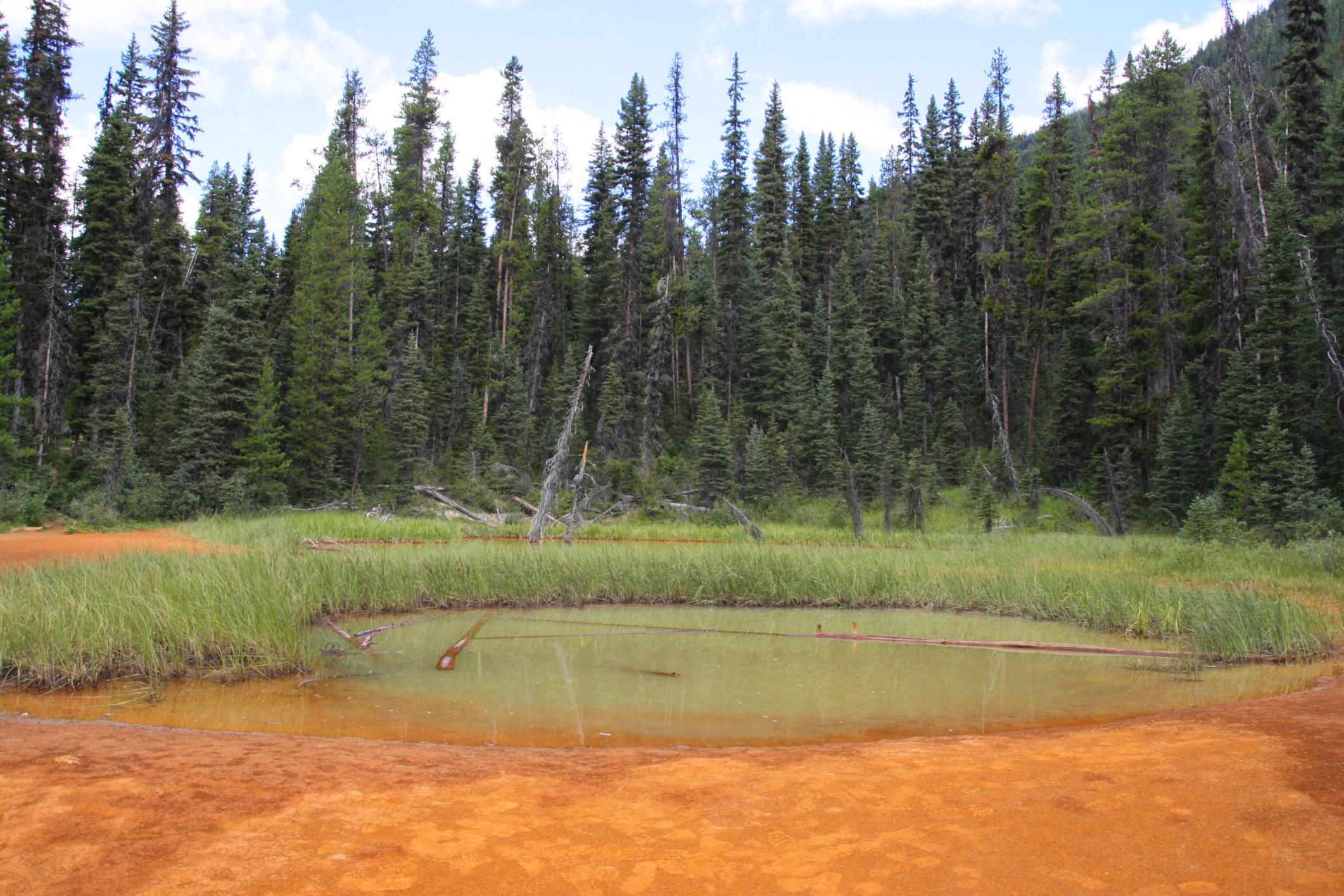
Một phần của Paint Pots

Điểm thu hút chính của vườn quốc gia này chính là các suối nước nóng bao gồm Hồ Olive, Hẻm núi Marble, hẻm núi Sinclair và Paint Pots. Suối nước nóng cung cấp các hồ bơi có nhiệt độ dao động từ 35 °C đến 47 °C (95 °F đến 117 °F). Paint Pots là một nhóm các suối khoáng lạnh giàu chất sắt thông qua một số hồ nhỏ nên nó có màu đỏ-da cam sẫm.
Vì vườn quốc gia này khá hẹp, chỉ khoảng năm dặm hai bên đường cao tốc nên nhiều điểm tham quan tại đây khá gần đường. Một số vụ cháy rừng gần đây tại nửa phía bắc của vườn quốc gia ở sông Simpson, đèo Vermillion vào năm 2003 và 2004 đã để lại khu vực rừng bị cháy lớn dễ dàng nhìn thấy từ đường cao tốc. Thác nước Numa nằm về phía nam hẻm núi Marble trên dãy Rocky có thể truy cập trực tiếp từ quốc lộ 93 thông qua vườn quốc gia. Phía Bắc của suối nước nóng Radium là Hồ Olive, một khu dã ngoại nổi tiếng với những con đường mòn dài bao quanh.
Ngay bên ngoài lối vào phía tây nam của Kootenay là thị trấn Radium Hot Springs. Thị trấn được đặt tên theo suối nước nóng ngay bên trong ranh giới với vườn quốc gia. Phía đông bắc lối vào của vườn quốc gia kết nối với Vườn Quốc gia Banff và Đường cao tốc Trans-Canada thông qua đèo Vermillion, một con đèo trên Continental Divide của dãy Rocky ở biên giới giữa hai tỉnh Alberta và British Columbia, ở độ cao 1.651 mét (5.416 ft).
Hồ Floe là một hồ nước đẹp như tranh vẽ nằm trên một con đường mòn đi bộ đường dài 10,7 km truy cập từ xa lộ 93. Hồ Kaufman cũng là một điểm đến khá phổ biến của hành trình đi bộ đường dài. Túp lều Fay có thể truy cập từ hẻm núi Marble, và túp lều Neil Colgan nằm trên Thung lũng Ten Peaks là những điểm đến phổ biến của những người leo núi.

## Địa chất

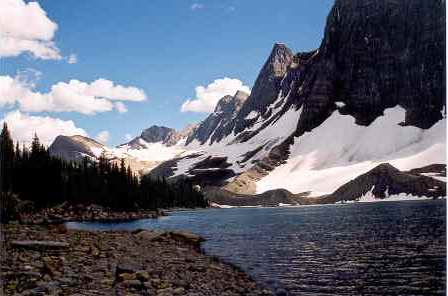
Hồ Floe, một địa điểm cắm trại đẹp như tranh vẽ.

Địa chất của vườn quốc gia này bị chi phối bởi các dãy núi đá tạo thành từ sự cố tiếp xúc với đá trầm tích và thung lũng sông băng trong thế Pleistocen.
Tây bắc của vườn quốc gia người ta phát hiện ra khoáng chất Sodalite, một loại đá quý dùng trong trang trí. Những ngọn đồi xung quanh các suối nước nóng được cấu tạo chủ yếu từ đá vôi. Những tảng đá ở góc phía tây nam là một phần của dãy núi già Purcell trong khi phía đông là một phần của dãy núi trẻ Rocky.
Vườn quốc gia có nhiều tầng trầm tích kỷ Cambri nguồn gốc đại dương giúp ta có cái nhìn sâu sắc vào các bức xạ bùng nổ của cuộc sống đa bào trên Trái đất. Trong mùa hè năm 2012, một nhóm các nhà khoa học thuộc Bảo tàng Hoàng gia Ontario, Trung học Pomona, Đại học Toronto, Đại học Saskatchewan và Đại học Uppsala đã phát hiện ra một địa điểm bảo quản Lagerstätte đặc biệt trong đá phiến sét. Cách vườn quốc gia Yoho  khoảng 42 km, người ta đã phát hiện ra hóa thạch của một loài chân đốt có tên khoa học Kootenichela đã tuyệt chủng. Hơn 50 loài mới được phát hiện trong khu vực hẻm núi Marble chỉ trong hai tuần thăm dò chuyên sâu. Các tập hợp mới của các sinh vật có niên đại Cambri giai đoạn 5 được mô tả là hầu hết các loài động vật chân đốt cơ bản và đáng chú ý cho mật độ và sự đa dạng của các sinh vật thân mềm.
Năm 1984, cùng với một số vườn quốc gia và công viên tỉnh khác đã hình thành Vườn quốc gia Núi Rocky của Canada trở thành di sản thế giới của UNESCO bởi cảnh quan núi, sông băng, hồ, thác nước, hẻm núi, các hang động đá vôi cũng như hóa thạch đã được tìm thấy ở đây.

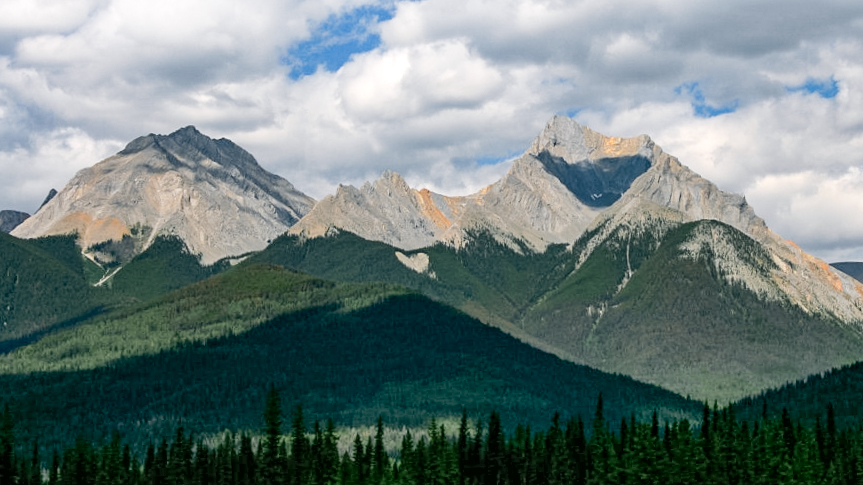
Quan sát về phía Đông Nam gần đèo Sinclair
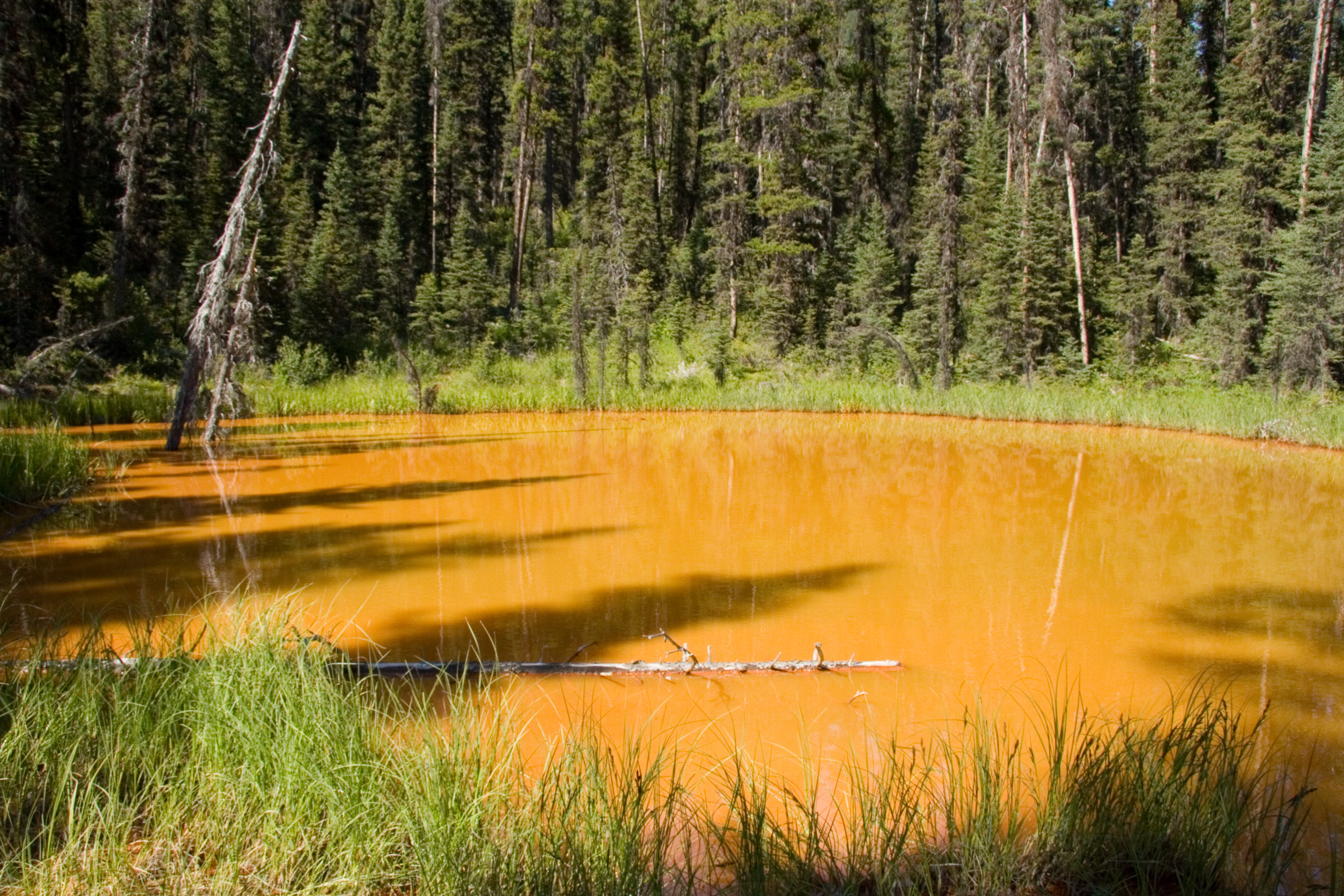
Suối nước nóng Paint Pots
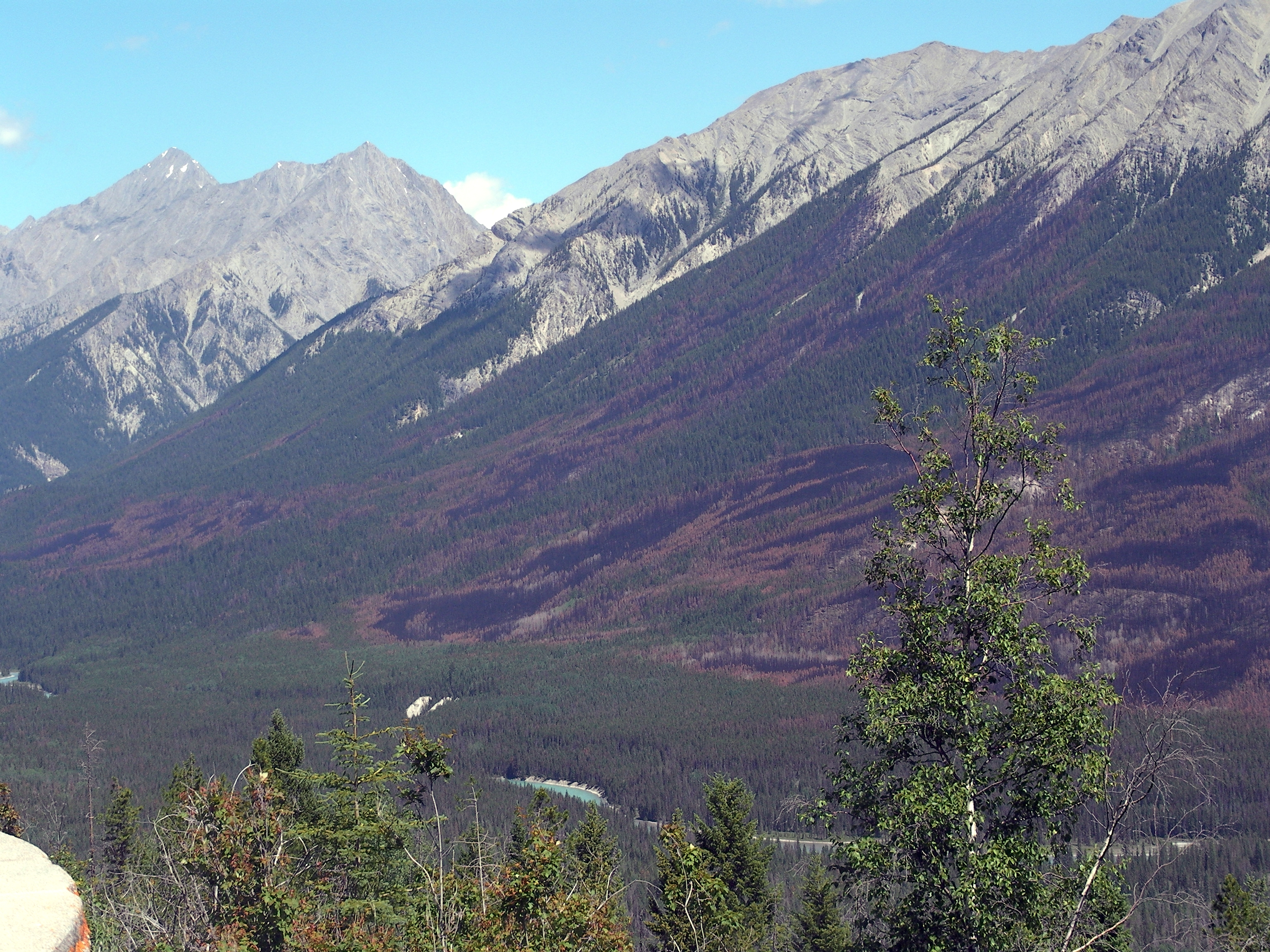
Thung lũng sông Kootenay
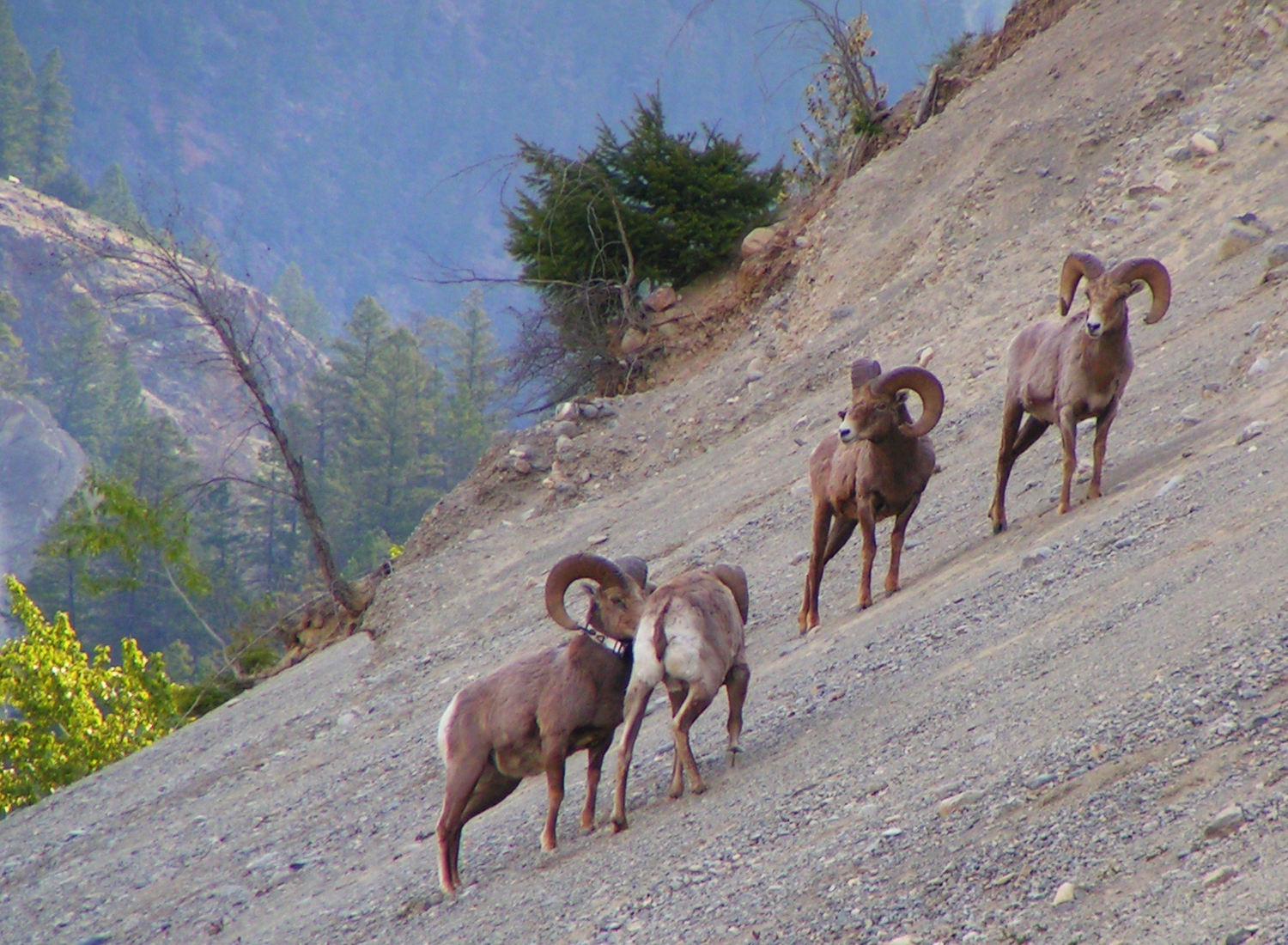
Cừu sừng lớn
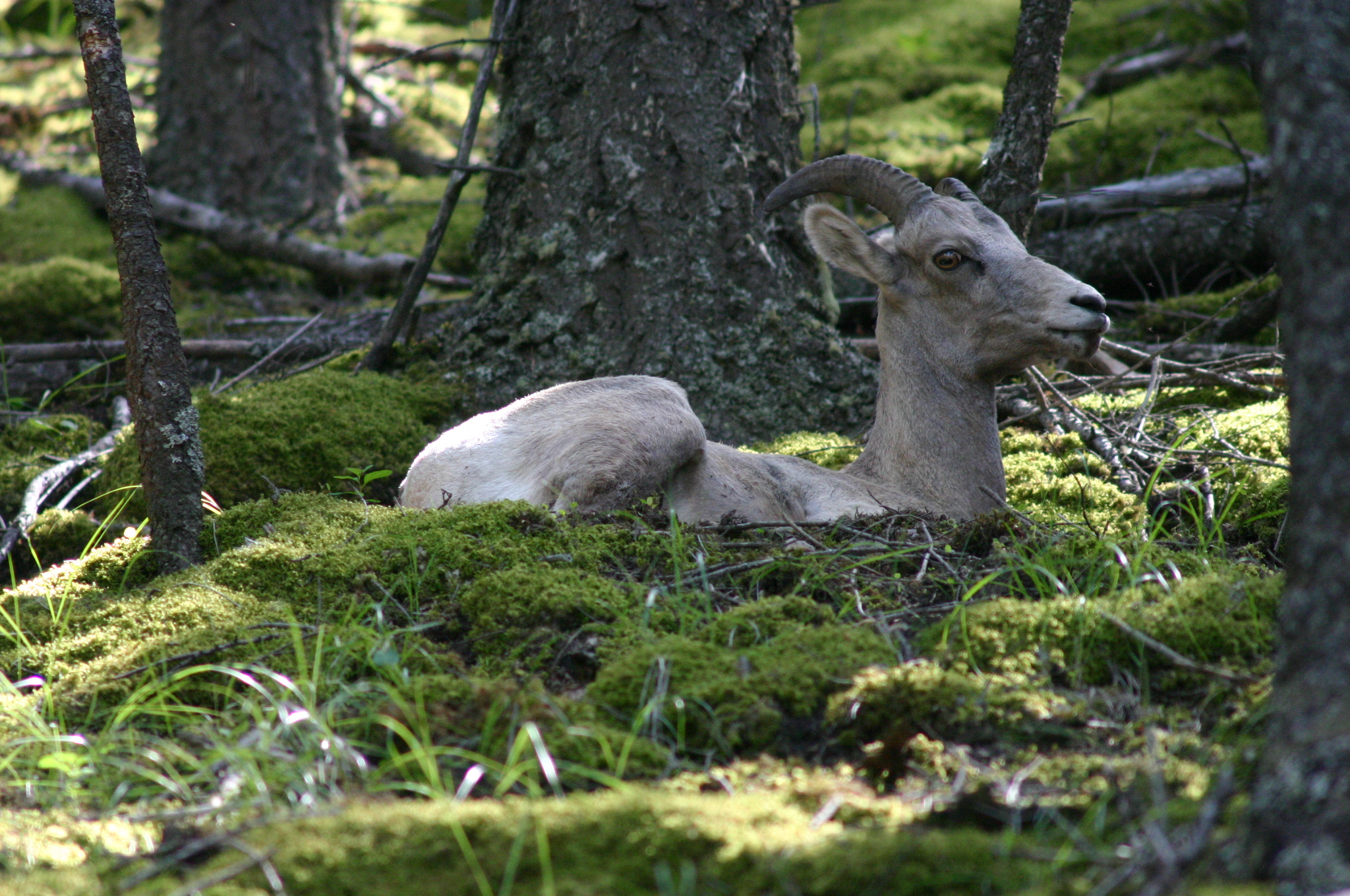
Cừu núi Bắc Mỹ
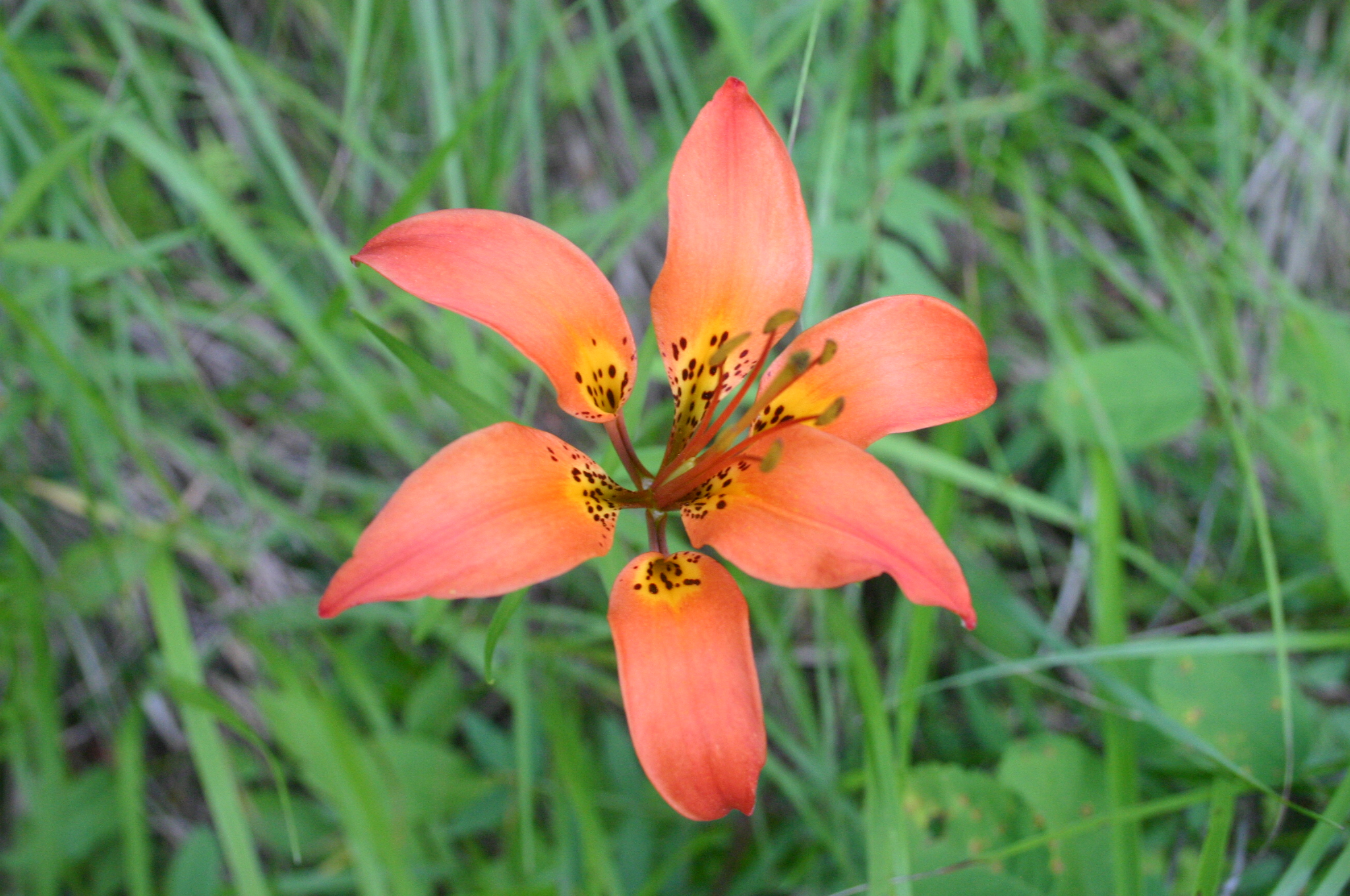
Lilium philadelphicum
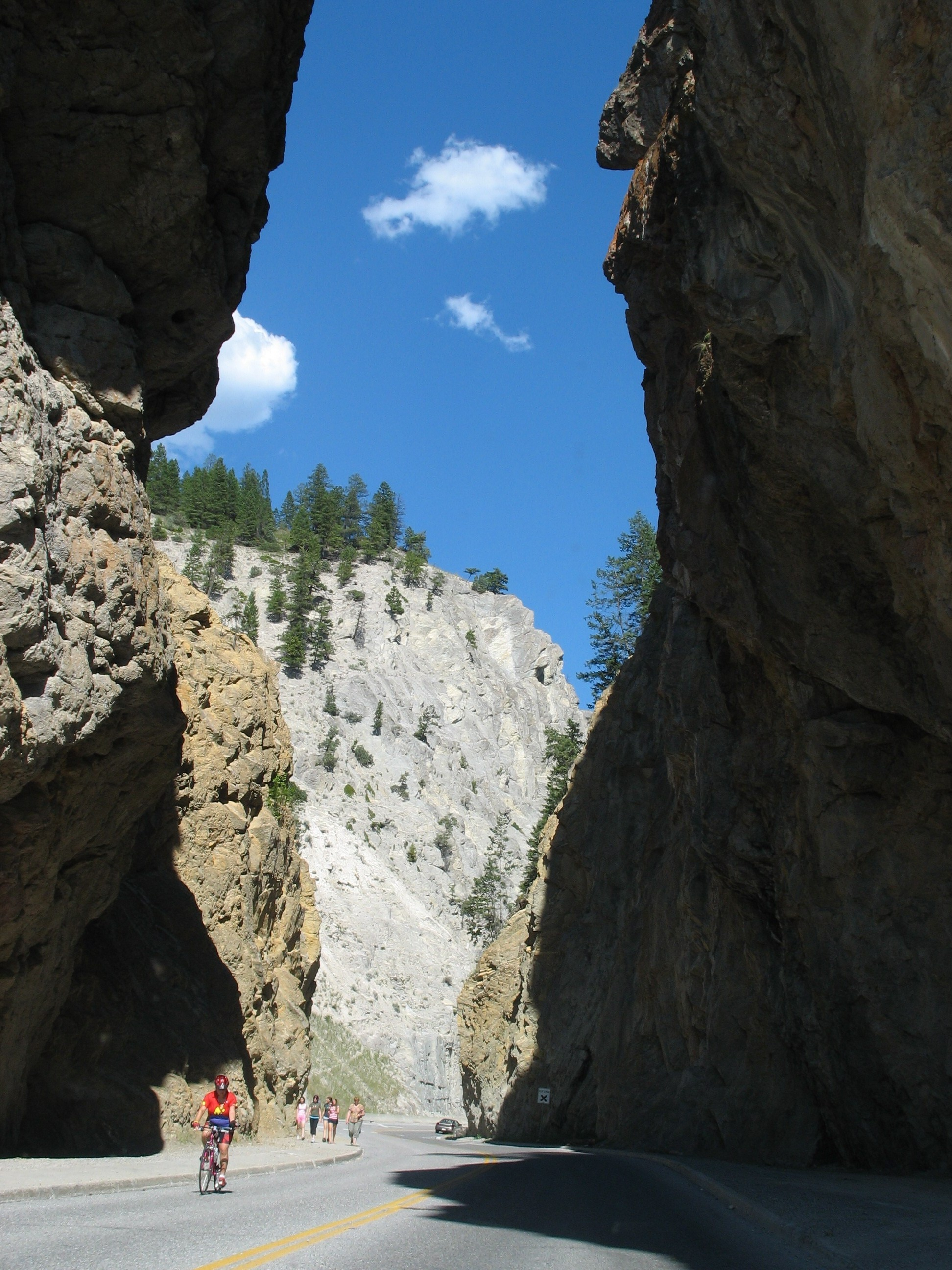
Đường cao tốc BC 93 dẫn vào vườn quốc gia thông qua hẻm núi Sinclair
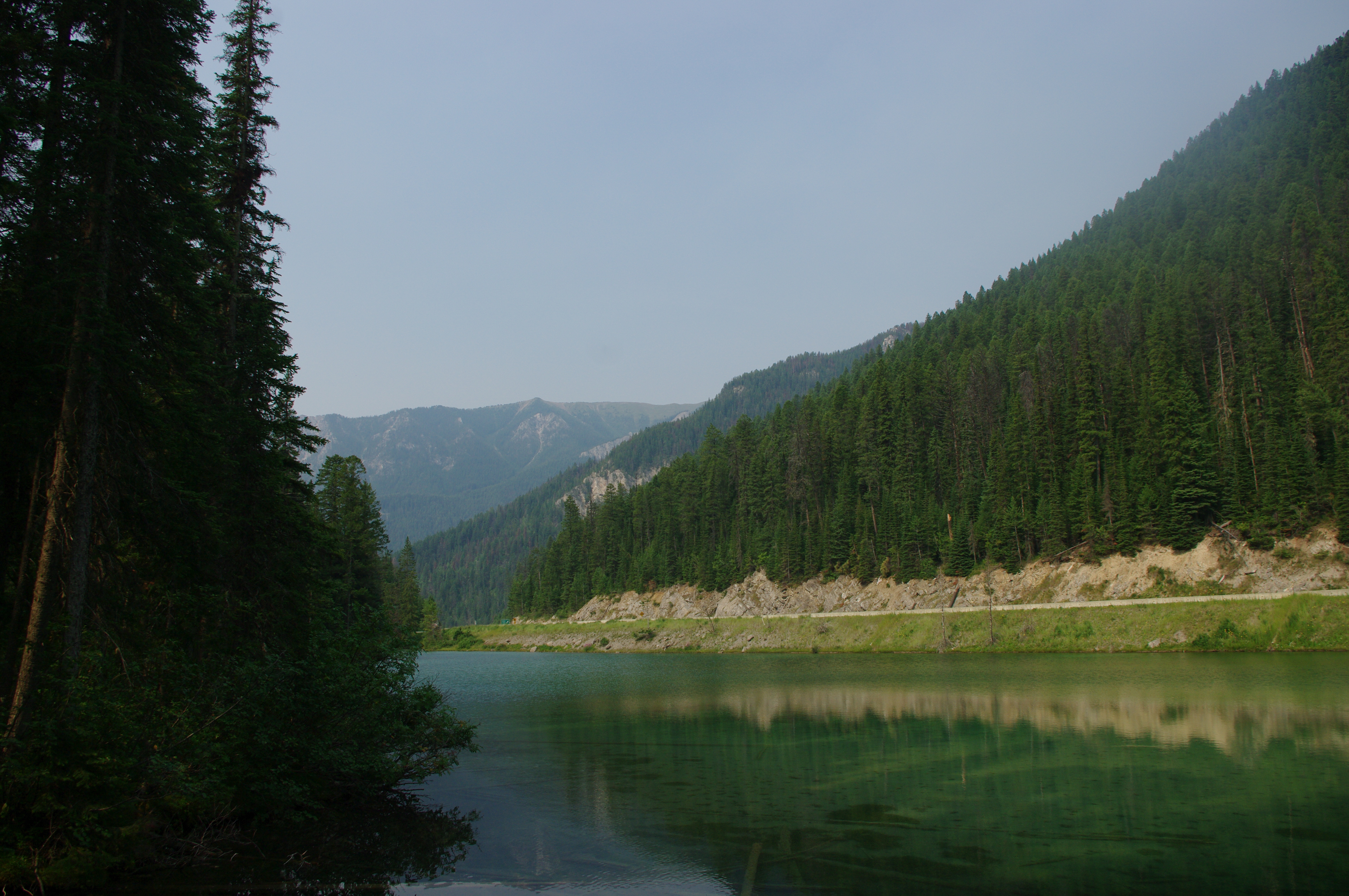
Hồ Olive